# Astragalus kulabensis
Astragalus kulabensis är en ärtväxtart som beskrevs av Vladimir Ippolitovich Lipsky. Astragalus kulabensis ingår i släktet vedlar, och familjen ärtväxter. Inga underarter finns listade i Catalogue of Life.